# 马西米利亚诺·罗索利诺
马西米利亚诺·罗索利诺（義大利語：Massimiliano Rosolino，1978年7月11日—），意大利男子游泳运动员。他曾代表意大利参加1996年、2000年、2004年和2008年夏季奥林匹克运动会游泳比赛。